# UFC 302
UFC 302: Makhachev vs. Poirier — турнир по смешанным единоборствам, организованный Ultimate Fighting Championship, который был проведён 1 июня 2024 года на спортивной арене «Prudential Center» в городе Ньюарк, штат Нью-Джерси, США.

## Подготовка турнира

### Главные события турнира
В качестве заглавного события запланирован бой за титул чемпиона UFC в лёгком весе, в котором должны встретиться действующий чемпион этой весовой категории россиянин Ислам Махачев и бывший временный чемпион, а также бывший претендент на титул чемпиона UFC в лёгком весе американец Дастин Порье (#4 в рейтинге).
| Заглавное событие - Лёгкий вес - Бой за титул чемпиона | Заглавное событие - Лёгкий вес - Бой за титул чемпиона | Заглавное событие - Лёгкий вес - Бой за титул чемпиона |
| --- | --- | ------------------------------------------------------ |
| Ислам Махачев | | Дастин Порье                                           |
| ИСЛАМ РАМАЗАНОВИЧ МАХАЧЕВ - 32 года (27.09.1991) Рост 178 см, размах рук 179 см, вес 70,3 кг Гражданство: Происхождение: ( Лакцы) Место рождения: Махачкала, Дагестанская АССР, СССР Представляет: Махачкала, Дагестан, Россия "Eagles MMA" / "American Kickboxing Academy" Дебют в UFC - 23.05.2015 (с рекордом 11-0) Бонусы "Fight of the Night" (2) / "Perfomance of the Night" (2) Действующий чемпион UFC в лёгком весе (10.2022-н.в., защиты 2/2) Чемпион мира по боевому самбо (2016) | DUSTIN GLENN POIRIER "The Diamond" (Бриллиант) 35 лет (19.01.1989) Рост 175 см, размах рук 185 см, вес 70,3 кг Гражданство: Происхождение: Место рождения: Лафайетт, Луизиана, США Представляет: Коконат-Крик, Флорида, США / Лафайетт, Луизиана, США "American Top Team" Дебют в UFC - 01.01.2011 (с рекордом 8-1) Бонусы "Fight of the Night" (9) / "Perfomance of the Night" (4) / "Submission of the Night" (1) Претендент на титул чемпиона UFC в лёгком весе Претендент на символический титул "BMF" (2023) Претендент на титул чемпиона UFC в лёгком весе (2021) Претендент на титул чемпиона UFC в лёгком весе (2019) Временный чемпион UFC в лёгком весе (04.2019-09.2019) |                                                        |
| Последние бои: 21.10.2023, Александр Волкановски (ч), KO1 12.02.2023, Александр Волкановски (ч), SDEC 22.10.2022, Шарлис Оливейра (#1), SUB2 26.02.2022, Бобби Грин (промежут. вес), TKO1 30.10.2021, Дэн Хукер (#6), SUB1 | Последние бои: KO2, Бенуа Сен-Дени (#12), 09.03.2024 KO2, Джастин Гейджи (#3), 29.07.2023 SUB3, Майкл Чендлер (#5), 12.11.2022 SUB3, Шарлис Оливейра (ч), 11.12.2021 TKO1, Конор Макгрегор (#5), 10.07.2021 |                                                        |

Вторым по значимости событием турнира станет бой в среднем весе, в котором должны встретиться бывший чемпион UFC в среднем весе американец Шон Стрикленд (#1 в рейтинге) и бывший претендент на титул чемпиона UFC в среднем весе бразилец Паулу Коста (#7 в рейтинге).
| Соглавное событие - Средний вес | Соглавное событие - Средний вес | Соглавное событие - Средний вес |
| --- | --- | ------------------------------- |
| Шон Стрикленд | | Паулу Коста                     |
| SEAN THOMAS STRICKLAND "Tarzan" (Тарзан) 33 года (27.02.1991) Рост 185 см, размах рук 193 см, вес 83,9 кг Гражданство: Происхождение: Место рождения: Анахайм, Калифорния, США Представляет: Корона, Калифорния, США "Millenia MMA Gym" / "Xtreme Couture" Дебют в UFC - 15.03.2014 (с рекордом 13-0) Бонусы "Fight of the Night" (1) / "Perfomance of the Night" (3) Чемпион UFC в среднем весе (09.2023-01.2024, защиты 0/1) Чемпион King of the Cage в среднем весе (2012-2013, защиты 4/4) | PAULO HENRIQUE COSTA "Borrachinha" (Боррачинья) / "The Eraser" (Стиратель) 33 года (21.04.1991) Рост 183 см, размах рук 183 см, вес 83,9 кг Гражданство: Происхождение: Место рождения: Белу-Оризонти, Минас-Жерайс, Бразилия Представляет: Контажен, Минас-Жерайс, Бразилия "Clube Atlético Mineiro" / "Fight Ready" Дебют в UFC - 11.03.2017 (с рекордом 8-0) Бонусы "Fight of the Night" (2) / "Perfomance of the Night" (2) Претендент на титул чемпиона UFC в среднем весе (2020) Чемпион Jungle Fight в среднем весе (2016, защиты 1/1) Чемпион Face to Face в среднем весе (2015) |                                 |
| Последние бои: 20.01.2024, Дрикус дю Плесси (#2), SDEC 10.09.2023, Исраэль Адесанья (ч), UDEC 01.07.2023, Абусупьян Магомедов, TKO2 14.01.2023, Нассурдин Имавов (#12), UDEC 17.12.2022, Джаред Каннонир (#3), SDEC | Последние бои: UDEC, Роберт Уиттакер (#3), 17.02.2024 UDEC, Люк Рокхолд, 20.08.2022 UDEC, Марвин Веттори (#5), 23.10.2021 TKO2, Исраэль Адесанья (ч), 27.09.2020 UDEC, Йоэль Ромеро (#2), 17.08.2019 |                                 |

### Анонсированные бои
| Бой | Весовая категория    | Участники боёв и их статистика перед боем (рекорд ММА / рекорд UFC / серия) | Участники боёв и их статистика перед боем (рекорд ММА / рекорд UFC / серия) | Участники боёв и их статистика перед боем (рекорд ММА / рекорд UFC / серия) | Участники боёв и их статистика перед боем (рекорд ММА / рекорд UFC / серия) | Участники боёв и их статистика перед боем (рекорд ММА / рекорд UFC / серия) | Участники боёв и их статистика перед боем (рекорд ММА / рекорд UFC / серия) | Участники боёв и их статистика перед боем (рекорд ММА / рекорд UFC / серия) | Участники боёв и их статистика перед боем (рекорд ММА / рекорд UFC / серия) | Участники боёв и их статистика перед боем (рекорд ММА / рекорд UFC / серия) | Участники боёв и их статистика перед боем (рекорд ММА / рекорд UFC / серия) | Участники боёв и их статистика перед боем (рекорд ММА / рекорд UFC / серия) | Участники боёв и их статистика перед боем (рекорд ММА / рекорд UFC / серия) |
|     |                      | Главный кард (Main Card, PPV)                                               |                                                                             |                                                                             |                                                                             |                                                                             |                                                                             |                                                                             |                                                                             |                                                                             |                                                                             |                                                                             |                                                                             |
| 1   | Лёгкий вес           | Ислам Махачев Islam Makhachev                                               | Ч                                                                           | 25-1                                                                        | 14-1                                                                        | +13                                                                         | vs.                                                                         | Дастин Порье Dustin "The Diamond" Poirier                                   | #4 exЧВ, exП, WEC                                                           | 30-8 (1)                                                                    | 22-7 (1)                                                                    | +1                                                                          | [ 3 ]                                                                       |
| 2   | Средний вес          | Шон Стрикленд Sean "Tarzan" Strickland                                      | #1 exЧ                                                                      | 28-6                                                                        | 15-6                                                                        | -1                                                                          | vs.                                                                         | Паулу Коста Paulo "The Eraser" Costa                                        | #7 exT(2), exП, TUF                                                         | 14-3                                                                        | 6-3                                                                         | -1                                                                          | [ 4 ]                                                                       |
| 3   | Средний вес          | Кевин Холланд Kevin "Trailblazer" Holland                                   | #15 exT(10), CS                                                             | 25-11 (1)                                                                   | 12-8 (1)                                                                    | -2                                                                          | vs.                                                                         | Михал Олексейчук Michal "Hussar" Oleksiejczuk                               |                                                                             | 19-7 (1)                                                                    | 7-5 (1)                                                                     | -1                                                                          | [ 5 ]                                                                       |
| 4   | Полусредний вес      | Нико Прайс Niko "The Hybrid" Price                                          |                                                                             | 15-7 (2)                                                                    | 7-7 (2)                                                                     | -2                                                                          | vs.                                                                         | Алекс Мороно▲ Alex "The Great White" Morono                                 |                                                                             | 24-9 (1)                                                                    | 13-6 (1)                                                                    | +1                                                                          | [ 6 ]                                                                       |
| 5   | Полусредний вес      | Рэнди Браун Randy "Rudeboy" Brown                                           |                                                                             | 18-5                                                                        | 12-5                                                                        | +2                                                                          | vs.                                                                         | Элизеу Залески дус Сантус Elizeu "Capoeira" Zaleski dos Santos              | exT(13)                                                                     | 24-7-1                                                                      | 10-3-1                                                                      | 0                                                                           | [ 7 ]                                                                       |
|     |                      | Предварительный кард (Prelims, ESPN2/ESPN+)                                 |                                                                             |                                                                             |                                                                             |                                                                             |                                                                             |                                                                             |                                                                             |                                                                             |                                                                             |                                                                             |                                                                             |
| 6   | Средний вес          | Сесар Алмейда César "Cesinha" Almeida                                       | CS                                                                          | 5-0                                                                         | 1-0                                                                         | +5                                                                          | vs.                                                                         | Роман Копылов Roman Kopylov                                                 |                                                                             | 12-3                                                                        | 4-3                                                                         | -1                                                                          | [ 8 ]                                                                       |
| 7   | Тяжёлый вес          | Жаилтон Алмейда Jailton "Malhadinho" Almeida                                | #7 CS                                                                       | 20-3                                                                        | 6-1                                                                         | -1                                                                          | vs.                                                                         | Александр Романов▲ Alexandr "King Kong" Romanov                             | #13 exT(12)                                                                 | 17-2                                                                        | 6-2                                                                         | +1                                                                          | [ 9 ]                                                                       |
| 8   | Лёгкий вес           | Грант Доусон Grant "KGD" Dawson                                             | exT(10), CS                                                                 | 20-2-1                                                                      | 8-1-1                                                                       | -1                                                                          | vs.                                                                         | Джо Солеки Joe Solecki                                                      | CS                                                                          | 13-4                                                                        | 5-2                                                                         | -1                                                                          | [ 10 ]                                                                      |
| 9   | Полусредний вес      | Фил Роу Phil "The Fresh Prince" Rowe                                        | CS                                                                          | 10-4                                                                        | 3-2                                                                         | -1                                                                          | vs.                                                                         | Джейк Мэттьюз Jake "The Celtic Kid" Matthews                                | TUF                                                                         | 19-7                                                                        | 12-7                                                                        | -1                                                                          | [ 11 ]                                                                      |
|     |                      | Ранний предварительный кард (Erley Prelims, ESPN+)                          |                                                                             |                                                                             |                                                                             |                                                                             |                                                                             |                                                                             |                                                                             |                                                                             |                                                                             |                                                                             |                                                                             |
| 10  | Полусредний вес      | Микки Галл Mickey Gall                                                      |                                                                             | 7-5                                                                         | 6-5                                                                         | -2                                                                          | vs.                                                                         | Бассиль Хафез Bassil "The Habibi" Hafez                                     |                                                                             | 8-4-1                                                                       | 0-1                                                                         | -1                                                                          | [ 12 ]                                                                      |
| 11  | Жен. легчайший вес   | Айлин Перес Ailin "Fiona" Perez                                             |                                                                             | 9-2                                                                         | 2-1                                                                         | +2                                                                          | vs.                                                                         | Хоселин Эдвардс Joselyne "La Pantera" Edwards                               |                                                                             | 13-5                                                                        | 4-3                                                                         | -1                                                                          | [ 13 ]                                                                      |
| 12  | Наилегчайший вес     | Митч Рапосо▲ Mitch Raposo                                                   | д CS                                                                        | 9-1                                                                         | -                                                                           | +4                                                                          | vs.                                                                         | Андре Лима André "The Fearless" Lima                                        | CS                                                                          | 8-0                                                                         | 1-0                                                                         | +8                                                                          | [ 14 ]                                                                      |
|     |                      | Отменённые бои                                                              |                                                                             |                                                                             |                                                                             |                                                                             |                                                                             |                                                                             |                                                                             |                                                                             |                                                                             |                                                                             |                                                                             |
|     | Тяжёлый вес          | Александр Волков Alexander "Drago" Volkov                                   | #6 exT(3)                                                                   | 37-10                                                                       | 11-4                                                                        | +3                                                                          | vs.                                                                         | Жаилтон Алмейда Jailton "Malhadinho" Almeida                                | #7 CS                                                                       | 20-3                                                                        | 6-1                                                                         | -1                                                                          | [ 15 ]                                                                      |
|     | Полусредний вес      | Нико Прайс Niko "The Hybrid" Price                                          |                                                                             | 15-7                                                                        | 7-7 (2)                                                                     | -2                                                                          | vs.                                                                         | Джеремая Уэллс Jeremiah Wells▼                                              |                                                                             | 12-4-1                                                                      | 4-2                                                                         | -2                                                                          | [ 16 ]                                                                      |
|     | Жен. минимальный вес | Мишель Уотерсон-Гомес Michelle "The Karate Hottie" Waterson-Gomez           | #14 exT(6)                                                                  | 18-12                                                                       | 6-8                                                                         | -4                                                                          | vs.                                                                         | Джиллиан Робертсон Gillian "The Savage" Robertson                           | #15 exT(11), TUF                                                            | 13-8                                                                        | 10-6                                                                        | +1                                                                          | [ 17 ]                                                                      |
|     | Наилегчайший вес     | Су Мудаэрцзи "The Tibetan Eagle" Sumudaerji▼                                | #15 exT(11)                                                                 | 16-6                                                                        | 3-3                                                                         | -2                                                                          | vs.                                                                         | Джошуа Ван Joshua "The Fearless" Van                                        |                                                                             | 10-1                                                                        | 3-0                                                                         | +8                                                                          | [ 18 ]                                                                      |
|     | Средний вес          | Роман Долидзе Roman "The Caucasian" Dolidze                                 | #9 exT(7)                                                                   | 12-3                                                                        | 6-3                                                                         | -2                                                                          | vs.                                                                         | Энтони Эрнандес Anthony "Fluffy" Hernandez▼                                 | #12 CS                                                                      | 12-2 (1)                                                                    | 6-2                                                                         | +5                                                                          | [ 19 ]                                                                      |
|     | Наилегчайший вес     | Пак Хён-сон Park "Peace of Mind" Hyun Sung▼                                 | RTU                                                                         | 9-0                                                                         | 2-0                                                                         | +9                                                                          | vs.                                                                         | Андре Лима André "The Fearless" Lima                                        | CS                                                                          | 8-0                                                                         | 1-0                                                                         | +8                                                                          | [ 20 ]                                                                      |
|     | Наилегчайший вес     | Тацуро Таира▲ Tatsuro Taira                                                 | #13                                                                         | 15-0                                                                        | 5-0                                                                         | +15                                                                         | vs.                                                                         | Джошуа Ван Joshua "The Fearless" Van                                        |                                                                             | 10-1                                                                        | 3-0                                                                         | +8                                                                          | [ 21 ]                                                                      |
|     | Наилегчайший вес     | Ньямжаргал Тумэндэмбэрэл▲ Nyamjargal "Art of Knockout" Tumendemberel        | д RTU                                                                       | 8-0                                                                         | -                                                                           | +8                                                                          | vs.                                                                         | Андре Лима André "The Fearless" Lima                                        | CS                                                                          | 8-0                                                                         | 1-0                                                                         | +8                                                                          | [ 22 ]                                                                      |

Условные обозначения: #5 (1) — текущее (лучшее) место бойца в рейтинге, exЧ(В) — бывший чемпион (временный), exП(В) — бывший претендент на титул чемпиона (временного), exТ(3) — боец входил в рейтинг Топ-15 (лучшее место в рейтинге), д — дебютант, CS — боец участвовал в Претендентской серии Дэйны Уайта, RTU — боец участвовал в шоу Road To UFC, TUF — боец участвовал в шоу The Ultimate Fighter, TUF(W/F) — боец являлся победителем/финалистом The Ultimate Fighter, WEC/SF — боец выступал в WEC или Strikeforce до объединения этих организаций с UFC.

## Церемония взвешивания
Результаты официальной церемонии взвешивания бойцов перед турниром.
| Весовая категория и допустимый лимит в фунтах | Весовая категория и допустимый лимит в фунтах | Участники боёв и их вес в фунтах | Участники боёв и их вес в фунтах | Участники боёв и их вес в фунтах | Участники боёв и их вес в фунтах |
| --------------------------------------------- | --------------------------------------------- | -------------------------------- | -------------------------------- | -------------------------------- | -------------------------------- |
| Лёгкий вес, титульный бой                     | 155                                           | Ислам Махачев                    | 155                              | Дастин Порье                     | 155                              |
| Средний вес                                   | 185 (+1)                                      | Шон Стрикленд                    | 185                              | Паулу Коста                      | 185                              |
| Средний вес                                   | 185 (+1)                                      | Кевин Холланд                    | 185                              | Михал Олексейчук                 | 185                              |
| Полусредний вес                               | 170 (+1)                                      | Нико Прайс                       | 170                              | Алекс Мороно                     | 170                              |
| Полусредний вес                               | 170 (+1)                                      | Рэнди Браун                      | 170                              | Элизеу Залески дус Сантус        | 170                              |
| Средний вес                                   | 185 (+1)                                      | Сесар Алмейда                    | 185                              | Роман Копылов                    | 185                              |
| Тяжёлый вес                                   | 265 (+1)                                      | Жаилтон Алмейда                  | 241                              | Александр Романов                | 265                              |
| Лёгкий вес                                    | 155 (+1)                                      | Грант Доусон                     | 155                              | Джо Солеки                       | 155                              |
| Полусредний вес                               | 170 (+1)                                      | Фил Роу                          | 171                              | Джейк Мэттьюз                    | 170                              |
| Полусредний вес                               | 170 (+1)                                      | Микки Галл                       | 170                              | Бассиль Хафез                    | 170                              |
| Легчайший вес (женщины)                       | 135 (+1)                                      | Айлин Перес                      | 135                              | Хоселин Эдвардс                  | 136                              |
| Наилегчайший вес                              | 125 (+1)                                      | Митч Рапосо                      | 125                              | Андре Лима                       | 130*                             |

[*] Андре Лима не смог уложиться в лимит наилегчайшего веса (превышение составило 5 фунтов) и будет оштрафован на 30% от гонорара в пользу соперника. Бой пройдёт в промежуточном весе 130 фунтов.

## Результаты турнира
В главном бою вечера Ислам Махачев победил Дастина Порье удушающим приёмом в 5-м раунде и в третий раз защитил титул чемпиона UFC в легком весе.
| Статистика поединка: | Статистика поединка: | Статистика поединка:                          | Статистика поединка:                          | Статистика поединка: | Статистика поединка: | Статистика поединка: | Статистика поединка: | Статистика поединка: | Статистика поединка: | Статистика поединка: | Статистика поединка: | Статистика поединка: | Статистика поединка: | Статистика поединка: | Статистика поединка: | Статистика поединка: | Статистика поединка: | Статистика поединка: |
| Участник             | Нокдауны             | Акцентрованные удары (по цели/всего/точность) | Акцентрованные удары (по цели/всего/точность) | По раундам           | По раундам           | По раундам           | По раундам           | По раундам           | По цели              | По цели              | По цели              | По позиции           | По позиции           | По позиции           | Тейкдауны            | Тейкдауны            | Контроль             | Попытка приема       |
| Участник             | Нокдауны             | Акцентрованные удары (по цели/всего/точность) | Акцентрованные удары (по цели/всего/точность) | 1Р                   | 2Р                   | 3Р                   | 4Р                   | 5Р                   | Голова               | Корпус               | Ноги                 | Дистанция            | Клинч                | Партер               | Тейкдауны            | Тейкдауны            | Контроль             | Попытка приема       |
| -------------------- | -------------------- | --------------------------------------------- | --------------------------------------------- | -------------------- | -------------------- | -------------------- | -------------------- | -------------------- | -------------------- | -------------------- | -------------------- | -------------------- | -------------------- | -------------------- | -------------------- | -------------------- | -------------------- | -------------------- |
| Ислам Махачев        | 0                    | 88/156                                        | 56%                                           | 6/9                  | 26/46                | 18/24                | 20/44                | 18/33                | 81/148               | 7/7                  | 0/1                  | 71/136               | 11/14                | 6/6                  | 5/16                 | 31%                  | 10:23                | 2                    |
| Дастин Порье         | 0                    | 74/183                                        | 40%                                           | 1/5                  | 24/58                | 15/36                | 23/61                | 11/23                | 53/159               | 18/20                | 3/4                  | 51/157               | 23/26                | 0                    | 0                    | -                    | 0:30                 | 0                    |

В соглавном бою Шон Стрикленд победил Паулу Косту раздельным решением судей.
| Статистика поединка: | Статистика поединка: | Статистика поединка:                          | Статистика поединка:                          | Статистика поединка: | Статистика поединка: | Статистика поединка: | Статистика поединка: | Статистика поединка: | Статистика поединка: | Статистика поединка: | Статистика поединка: | Статистика поединка: | Статистика поединка: | Статистика поединка: | Статистика поединка: | Статистика поединка: | Статистика поединка: | Статистика поединка: |
| Участник             | Нокдауны             | Акцентрованные удары (по цели/всего/точность) | Акцентрованные удары (по цели/всего/точность) | По раундам           | По раундам           | По раундам           | По раундам           | По раундам           | По цели              | По цели              | По цели              | По позиции           | По позиции           | По позиции           | Тейкдауны            | Тейкдауны            | Контроль             | Попытка приема       |
| Участник             | Нокдауны             | Акцентрованные удары (по цели/всего/точность) | Акцентрованные удары (по цели/всего/точность) | 1Р                   | 2Р                   | 3Р                   | 4Р                   | 5Р                   | Голова               | Корпус               | Ноги                 | Дистанция            | Клинч                | Партер               | Тейкдауны            | Тейкдауны            | Контроль             | Попытка приема       |
| -------------------- | -------------------- | --------------------------------------------- | --------------------------------------------- | -------------------- | -------------------- | -------------------- | -------------------- | -------------------- | -------------------- | -------------------- | -------------------- | -------------------- | -------------------- | -------------------- | -------------------- | -------------------- | -------------------- | -------------------- |
| Шон Стрикленд        | 0                    | 182/402                                       | 45%                                           | 24/56                | 25/70                | 45/83                | 39/88                | 49/105               | 104/258              | 67/127               | 11/17                | 179/397              | 3/5                  | 0                    | 0                    | -                    | 0:01                 | 0                    |
| Паулу Коста          | 0                    | 158/266                                       | 59%                                           | 31/43                | 32/49                | 34/54                | 29/53                | 32/67                | 28/100               | 84/111               | 46/55                | 157/265              | 1/1                  | 0                    | 0                    | -                    | 0:00                 | 0                    |

| Бой    | Весовая категория        | Результат боя               | Результат боя   | Результат боя | Результат боя | Результат боя | Результат боя             | Результат боя | Способ победы                                  | Раунд | Время | Рефери в ринге |
|        |                          | Главный кард                |                 |               |               |               |                           |               |                                                |       |       |                |
| Бой 12 | Лёгкий вес               |                             | Ислам Махачев   | Ч             | поб.          |               | Дастин Порье              | #4            | Сдача, удушающий приём (Д`Арс)                 | 5     | 2:42  | Кит Питерсон   |
| Бой 11 | Средний вес              |                             | Шон Стрикленд   | #1            | поб.          |               | Паулу Коста               | #7            | Раздельное решение (46–49, 50–45, 49–46)       | 5     | 5:00  | Джейсон Херцог |
| Бой 10 | Средний вес              |                             | Кевин Холланд   | #15           | поб.          |               | Михал Олексейчук          |               | Техническая сдача, болевой приём (рычаг локтя) | 1     | 1:34  | Херб Дин       |
| Бой 9  | Полусредний вес          |                             | Нико Прайс      |               | поб.          |               | Алекс Мороно              |               | Единогласное решение (29–28, 29–28, 29–28)     | 3     | 5:00  | Кит Питерсон   |
| Бой 8  | Полусредний вес          |                             | Рэнди Браун     |               | поб.          |               | Элизеу Залески дус Сантус |               | Единогласное решение (29–28, 29–28, 29–28)     | 3     | 5:00  | Гаспер Оливер  |
|        |                          | Предварительный кард        |                 |               |               |               |                           |               |                                                |       |       |                |
| Бой 7  | Средний вес              |                             | Роман Копылов   |               | поб.          |               | Сесар Алмейда             |               | Раздельное решение (29–28, 28–29, 30–27)       | 3     | 5:00  | Херб Дин       |
| Бой 6  | Тяжёлый вес              |                             | Жаилтон Алмейда | #7            | поб.          |               | Александр Романов         | #13           | Сдача, удушающий приём (удушение сзади)        | 1     | 2:27  | Витор Рибейру  |
| Бой 5  | Лёгкий вес               |                             | Грант Доусон    |               | поб.          |               | Джо Солеки                |               | Единогласное решение (29–28, 30–27, 30–27)     | 3     | 5:00  | Джейсон Херцог |
| Бой 4  | Полусредний вес          |                             | Джейк Мэттьюз   |               | поб.          |               | Фил Роу                   |               | Единогласное решение (29–28, 29–28, 30–27)     | 3     | 5:00  | Витор Рибейру  |
|        |                          | Ранний предварительный кард |                 |               |               |               |                           |               |                                                |       |       |                |
| Бой 3  | Полусредний вес          |                             | Бассиль Хафез   |               | поб.          |               | Микки Галл                |               | Единогласное решение (30–27, 30–27, 29–28)     | 3     | 5:00  | Джейсон Херцог |
| Бой 2  | Жен. легчайший вес       |                             | Айлин Перес     |               | поб.          |               | Хоселин Эдвардс           |               | Единогласное решение (30–27, 29–28, 29–28)     | 3     | 5:00  | Гаспер Оливер  |
| Бой 1  | Промежуточный вес (130)* |                             | Андре Лима      |               | поб.          |               | Митч Рапосо               | д             | Раздельное решение (30–27, 28–29, 30–27)       | 3     | 5:00  | Херб Дин       |

Официальные судейские карточки турнира.

## Награды
Следующие бойцы были удостоены денежного бонуса в размере $50,000:
- Лучший бой вечера: Ислам Махачев - Дастин Порье

- Выступление вечера: Ислам Махачев и Кевин Холланд